# 流水坑
流水坑（英語：Lau Shui Hang）是香港新界西貢將軍澳的一個鄉郊地方，位於調景嶺和鯉魚門之間，建有一條半荒廢的寮屋村落安聯村。

## 歷史

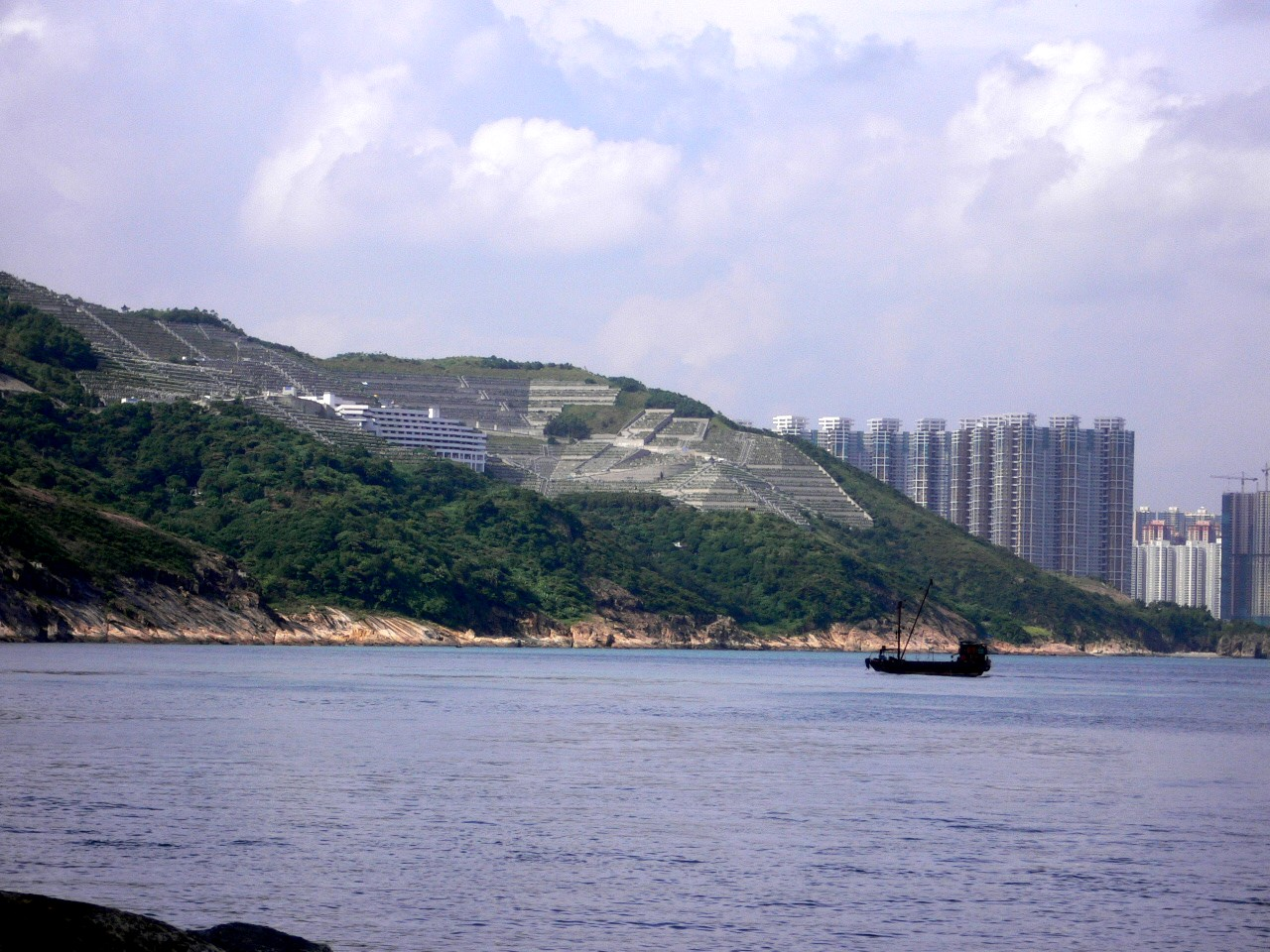
藏於密林中的安聯村（第二坑和第三坑）

將軍澳西岸是天然岩岸，流水坑位於岩岸對上的山坡，即是從炮台山（魔鬼山）和照鏡環山山上流出大海的三條山坑。
1949年年底國民政府失守，不少親國民黨人士湧入香港暫居。起初到香港的國軍老兵都是居住在當時香港政府安置的摩星嶺公民村。1950年6月18日端午節，發生秧歌舞事件，促使香港政府警覺有必要分隔左右兩派人士的勢力範圍。一星期後，社會局聯同警方以兩天時間匆匆地以渡輪分批把6,000多名支持國民政府的難民遷離市區，往魔鬼山邊的一處偏僻荒地棲身，以防衝突再現，即現今的調景嶺。隨後又有不少人徒步絡繹而至，前往調景嶺居住。由於調景嶺三面環山，只有攀山越嶺，走崎嶇的山路才能經鯉魚門到市區工作或讀書。因此有少數國軍和眷屬就直接在鯉魚門旁的山麓開山建屋，並命名為嶺南新村。同一時間，亦開始有人在流水坑三條山坑旁搭建寮舍聚居、開墾梯田，養豬種菜，亦有人從事打石工作。
流水坑以近鯉魚門的第一坑規模較大、居民較多。約1970年，村落正名為安聯村，並成立「流水坑安聯村互助委員會」管理村務。1976年，互委會會所落成。安聯村地處偏僻，沒有車路可到達，村民需走山路經鯉魚門馬環村進出市區。政府自1970年代初起計劃在流水坑山上興建墳場，曾遭鯉魚門村民反對，但最終落實推行。將軍澳華人永遠墳場於1989年啟用，並建有車路連接油塘。然而，很多村民早已在1980至1990年代遷出，鄉公所在1990年代停止運作，有丟空的寮屋在墳場建築工人、非法入境者佔用。
至今，安聯村已荒廢多時。2010年代末，有原村民重返安聯村，將廢屋、荒徑重修，令安聯村人氣再現。

## 近年發展
2005年，香港政府開始規劃將軍澳西岸公路。將軍澳西岸公路的設計有兩條主要定線供予選擇，分別為「隧道定線」和「海岸定線」。然而，踏進2010年代，香港填海工程備受爭議，因此有關計劃連同附屬填海計劃均需檢討。有保育團體認為隧道走線是不需要採用弧形，大規模的填海亦會破壞將軍澳西部僅餘的天然海岸線。有關單位經過多輪諮詢後，落實選定將軍澳－藍田隧道將軍澳段採用「不設收費廣場的直線走線方案」，以減少興建隧道的地質風險和填海範圍。
2023年，發展局公佈將軍澳填海初步發展大綱圖，計劃發展將軍澳第137區作住宅區發展，因此建議將流水坑對出海面的第132區以填海和削坡方式，提供約25公頃土地，以搬入現於137區的公眾填料轉運設施及混凝土配料廠，並增設電力設施、廢物轉運站、海上垃圾收集站等厭惡性設施。

## 地標
- 安聯村牌匾：刻有「坑口區 安聯村 一九七零年」
- 互委會會所（安聯村201A號，1976年落成，已荒廢）
- 築路捐款碑（1979年立）